# Olympische Winterspiele 2002/Teilnehmer (Costa Rica)
| Gelbes Symbol für Goldmedaillen mit stilisierten Olympischen Ringen | Graues Symbol für Silbermedaillen mit stilisierten Olympischen Ringen | Braundes Symbol für Bronzemedaillen mit stilisierten Olympischen Ringen |
| ------------------------------------------------------------------- | --------------------------------------------------------------------- | ----------------------------------------------------------------------- |
| —                                                                   | —                                                                     | —                                                                       |

Costa Rica nahm bei den Olympischen Winterspielen 2002 im US-amerikanischen Salt Lake City erstmals seit 1992 wieder an Winterspielen teil.
Der einzige Sportler, Arturo Kinch, war bereits bei den Spielen 1980, 1984 und 1988 am Start.

## Teilnehmer nach Sportarten

### Ski Nordisch
- Arturo Kinch
20 km Verfolgung → 78. nach der Klassik-Strecke, nicht für die Freistil-Verfolgung qualifiziert